# Råggejaure (Arjeplogs socken, Lappland, 741429-154468)
Råggejaure är en sjö i Arjeplogs kommun i Lappland och ingår i Piteälvens huvudavrinningsområde. Sjön har en area på 0,386 kvadratkilometer och ligger 785,2 meter över havet.

## Delavrinningsområde
Råggejaure ingår i det delavrinningsområde (741380-154375) som SMHI kallar för Mynnar i Låddaure. Medelhöjden är 855 meter över havet och ytan är 24,03 kvadratkilometer. Det finns inga avrinningsområden uppströms utan avrinningsområdet är högsta punkten. Vattendraget som avvattnar avrinningsområdet har biflödesordning 3, vilket innebär att vattnet flödar genom totalt 3 vattendrag innan det når havet efter 325 kilometer. Avrinningsområdet består mestadels av kalfjäll (87 procent). Avrinningsområdet har 1,48 kvadratkilometer vattenytor vilket ger det en sjöprocent på 6,2 procent.